# Stazione di Poggiomarino
La stazione di Poggiomarino è una stazione della ferrovia Circumvesuviana, sita nell'omonimo comune.
È posta sulla ferrovia Napoli-Ottaviano-Sarno e al termine della ferrovia Napoli-Pompei-Poggiomarino.

## Strutture e impianti
Inaugurata nel 1904, la stazione dispone di un fabbricato viaggiatori con sala d'attesa e biglietteria.
Ci sono sei binari: due sono terminali della linea Napoli-Poggiomarino, due sui quali transitano i treni diretti a Napoli e Sarno, e due inutilizzati.
Non vi è scalo merci.

## Movimento
Il traffico passeggeri è buono, composto principalmente da pendolari e dai fruitori del cinema multisala adiacente alla stazione.

## Servizi
La stazione dispone di:
- Biglietteria
- Servizi igienici